# Conostegia speciosa
Conostegia speciosa är en tvåhjärtbladig växtart som beskrevs av Charles Victor Naudin. Conostegia speciosa ingår i släktet Conostegia och familjen Melastomataceae. Inga underarter finns listade i Catalogue of Life.